# Bianchera
La Bianchera è una cultivar di olivo originaria della località San Dorligo della Valle, che fa parte della tradizione giuliana e istriana.

## Caratteristiche

### Generalità
Pianta coriacea: mediamente resistente al freddo, molto alla bora, è adattata al clima Istriano. Presenta branche assurgenti, mentre i rami fruttiferi sono tendenzialmente dritti; chioma folta che in assenza di potature tende a essere disordinata. La pianta risulta molto suscettibile all'occhio di pavone che in alcune annate ne può compromettere la produttività.Molto suscettibile agli attacchi precoci (Luglio) della mosca olearia. Mal sopporta i terreni pesanti e umidi della pianura e predilige terreni sciolti. I migliori risultati si sono ottenuti con clima mite e ventilato della collina e delle zone costiere.

### Fiori e frutti
Le mignole sono medie in lunghezza e per numero di fiori. Varietà autosterile, nei territori di origine è ben impollinata dalla Rosulja o Rossignola di Parenzo e dalla Buga, busa o Tonda di Villa. Il leccino e il pendolino si sono dimostrati ottimi sostituti. L'entrata in produzione è media e la produzione buona e costante. Le drupe, di 4 gr circa, sono ad invaiatura tardiva; esse sono piuttosto resistenti al distacco dote ricercata là dove la bora è presente.

### Produzione e olio
Ha discreta resa (circa 20%). L'olio, ricco di polifenoli ed a bassa acidità, è di un fruttato intenso, amaro e alquanto piccante con note erbacee e di carciofo crudo. L'olio di Bianchera in purezza è tendenzialmente amaro grazie ad un livello elevato di idrossitirosolo, si consiglia sulle zuppe e sulla carne.